# Gare de Noheji
La gare de Noheji (野辺地駅, Noheji-eki) est une gare ferroviaire du bourg de Noheji, dans la préfecture d'Aomori au Japon. Elle est gérée par les compagnies JR East et Aoimori Railway.

## Situation ferroviaire
La gare est située au point kilométrique (PK) 77,3 de la ligne Aoimori Railway. Elle marque le début de la ligne Ōminato.

## Histoire
La gare a été inaugurée le 1er septembre 1891.

## Service des voyageurs

### Accueil
La gare dispose d'un bâtiment voyageurs, avec guichets, ouvert tous les jours.

### Desserte

#### JR East
- Ligne Ōminato :
  - voies 1 et 2 : direction Ōminato

#### Aoimori Railway
- Ligne Aoimori Railway :
  - voies 2 à 5 : direction Hachinohe
  - voies 3 à 5 : direction Aomori